# Gente Común
Gente Común (en eslovaco: Obyčajní Ľudia), cuyo nombre completo es Gente Común y Personalidades Independientes (en eslovaco: Obyčajní Ľudia a nezávislé osobnosti, OĽaNO), es un partido político populista y conservador en Eslovaquia.

## Historia
Surgió como una facción interna del partido Libertad y Solidaridad (SaS). Presentó a cuatro candidatos en la lista de este partido en las elecciones parlamentarias de 2010 al Consejo Nacional, de los cuales todos fueron elegidos. La facción estaba dirigida por Igor Matovič, uno de los cuatro parlamentarios.
Sin embargo, el 28 de octubre de 2011, Gente Común presentó un registro formal del partido, mientras que Matovič anunció que el partido competiría en las elecciones parlamentarias de 2012 como una lista electoral separada. En las elecciones de 2012, el partido quedó en tercer lugar, ganando el 8.55% de los votos y 16 escaños.
En las elecciones europeas de 2014, OĽaNO ocupó el cuarto lugar a nivel nacional, recibió el 7,46% de los votos y eligió a 1 eurodiputado. Ese mismo año, en las elecciones presidenciales, apoyó la candidatura de Helena Mezenská.
En las elecciones parlamentarias eslovacas de 2016 el partido se alió con la Nueva Mayoría. Recibieron el 11,03% de los votos y, en consecuencia, 19 diputados en el parlamento eslovaco, 17 de los cuales procedían de Gente Común.
En el periodo 2014-2019, el partido formó parte del Grupo de Conservadores y Reformistas Europeos en el Parlamento Europeo y en 2019 se cambió al Grupo del Partido Popular Europeo. En las elecciones al Parlamento Europeo de 2019, su votación descendió al 5.25% pero logró mantener su escaño.
En las elecciones parlamentarias de 2020 experimentó un ascenso electoral, llegando al 25% de los votos con 53 escaños, pasando a ser la primera fuerza política del país.

## Ideología
En 2019, el partido sugirió endurecer las restricciones sobre los abortos. La propuesta incluía un cargo por el aborto para mujeres mayores de 40 años. La propuesta también contenía una guía escrita que el médico le debe dar a la mujer antes del procedimiento. La guía contenía una descripción detallada del procedimiento médico y los sentimientos que las mujeres pueden esperar después del procedimiento.
En 2019, durante la campaña electoral, el líder Igor Matovič prometió que el partido no entraría en un gobierno que aprobara las uniones civiles para parejas del mismo sexo. OĽaNO también rechaza las cuotas de reubicación de migrantes propuestas por la Unión Europea.

## Resultados electorales
| Fecha | Votos        | %     | Diputados | +/- | Estatus                                        |
| ----- | ------------ | ----- | --------- | --- | ---------------------------------------------- |
| 2012  | 218.537 (#3) | 8,55  | 16/150    |     | Oposición                                      |
| 2016  | 287.611 (#3) | 11,02 | 19/150    | 3   | Oposición                                      |
| 2020  | 721.166 (#1) | 25,02 | 53/150    | 34  | Coalición con SM, SaS y Za-L'udí (2020-2023)   |
| 2020  | 721.166 (#1) | 25,02 | 53/150    | 34  | Coalición con SM, Demócratas y Za-L'udí (2023) |
| 2023  | 264.137 (#4) | 8,90  | 16/150    | 37  | Oposición                                      |